# Francesco Ragonesi
Francesco Ragonesi (Bagnaia, 21 dicembre 1850 – Poggio a Caiano, 14 settembre 1931) è stato un cardinale e arcivescovo cattolico italiano.

## Biografia
Nacque a Bagnaia il 21 dicembre 1850.
Papa Benedetto XV lo elevò al rango di cardinale nel concistoro del 7 marzo 1921.
Morì a Poggio a Caiano il 14 settembre 1931 all'età di 80 anni.

## Genealogia episcopale e successione apostolica
La genealogia episcopale è:
- Cardinale Scipione Rebiba
- Cardinale Giulio Antonio Santori
- Cardinale Girolamo Bernerio, O.P.
- Arcivescovo Galeazzo Sanvitale
- Cardinale Ludovico Ludovisi
- Cardinale Luigi Caetani
- Cardinale Ulderico Carpegna
- Cardinale Paluzzo Paluzzi Altieri degli Albertoni
- Papa Benedetto XIII
- Papa Benedetto XIV
- Papa Clemente XIII
- Cardinale Bernardino Giraud
- Cardinale Alessandro Mattei
- Cardinale Pietro Francesco Galleffi
- Cardinale Giacomo Filippo Fransoni
- Cardinale Carlo Sacconi
- Cardinale Edward Henry Howard
- Cardinale Mariano Rampolla del Tindaro
- Cardinale Rafael Merry del Val y Zulueta
- Cardinale Francesco Ragonesi

La successione apostolica è:
- Vescovo Francisco Simón y Ródenas, O.F.M.Cap. (1904)
- Vescovo Atanasio María Vicente Soler y Royo, O.F.M.Cap. (1907)
- Arcivescovo Manuel Antonio Arboleda y Scarpetta, C.M. (1907)
- Vescovo Ramón Plaza y Blanco (1913)
- Vescovo Antonio Álvaro y Ballano (1913)
- Vescovo Juan Plaza y García (1913)
- Cardinale Enrique Reig y Casanova (1914)
- Arcivescovo José Miralles y Sbert (1914)
- Vescovo Francisco Javier de Irastorza y Loinaz (1914)
- Vescovo Francisco de Paula Mas y Oliver (1915)
- Patriarca Francisco Muñoz e Izquierdo (1916)
- Vescovo Emilio Jiménez Pérez (1918)
- Vescovo Mateo Múgica y Urrestarazu (1918)
- Vescovo Gabriel Llompart y Jaume Santandreu (1918)
- Vescovo Marcial López y Criado (1918)
- Vescovo Nicolás González y Pérez, C.M.F. (1918)
- Cardinale Enrique Pla y Deniel (1919)
- Arcivescovo Zacarías Martínez y Núñez, O.S.A. (1919)
- Vescovo Valentín Comellas y Santamaría (1920)
- Vescovo Justí Guitart i Vilardebó (1920)
- Vescovo Francisco Frutos y Valiente (1921)